# Sara Lidman
Sara Adela Lidman, née le 30 décembre 1923 à Missenträsk dans la province de Botnie-Occidentale et morte le 17 juin 2004 à Umeå, est une écrivaine et essayiste suédoise.
Elle a été membre du Samfundet De Nio de 1955 à 1963. Elle devient docteur honoris causa à l'Université d'Umeå en 1978 puis elle est nommée professeur en 1999. Elle a reçu un grand nombre de prix et récompenses littéraires, dont le Prix pilote 1999.

## Biographie
En 1953, Sara Lidman, publie son premier roman, Tjärdalen, qui connait un grand succès. 
Grâce à son écriture dialectale et poétique, elle est une des artistes linguistiques les plus innovantes de la littérature suédoise moderne.
Elle obtient le prix Dobloug en 1961, le grand prix des Neuf en 1977, le grand prix de littérature du Conseil nordique en 1980 pour Vredens barn.

## Œuvres traduites en français
- La Meule à goudron [« Tjardalen »], trad. de Marthe Metzger, Paris, Éditions Calmann-Lévy, 1959, 247 p. (BNF 33079565)